# Lomonosovův hřbet

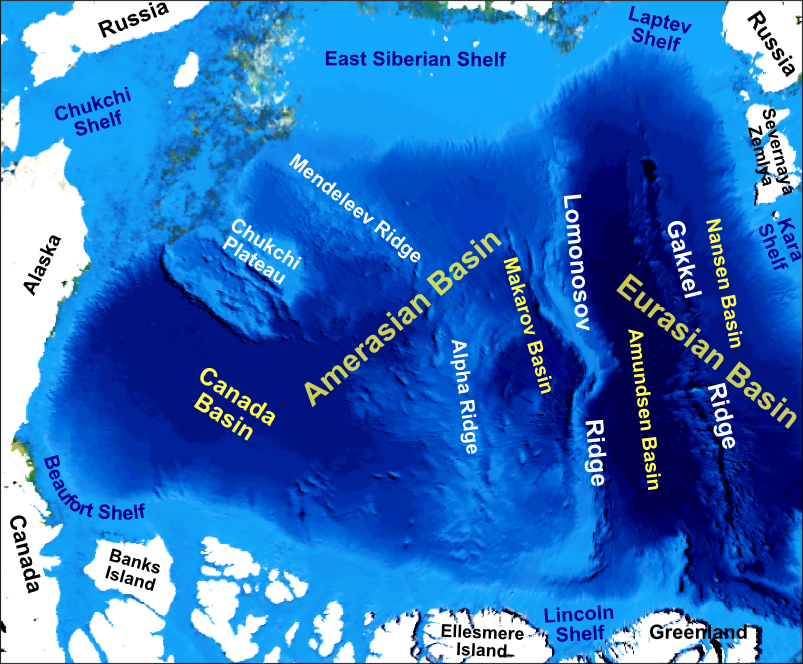
Poloha Lomonosovova hřbetu v Severním ledovém oceánu

Lomonosovův hřbet je podvodní oceánský hřbet kontinentální kůry v Severním ledovém oceánu. Táhne se 1800 km od Novosibiřských ostrovů přes centrální část oceánu směrem k Ellesmerovu ostrovu. Objeven byl sovětskou expedicí v roce 1948 a pojmenován podle Michaila Lomonosova. Na hřbet a přilehlé okolí si kvůli bohatému nerostnému bohatství, které je díky globálnímu oteplování stále dostupnější, dělají nároky Rusko, Kanada, Dánsko, Norsko a Spojené státy americké.